# Jonathan Winters
Jonathan Harshman Winters (Dayton, Ohio, 11 de novembre de 1925 - Montecito, Califòrnia, 11 d'abril de 2013) va ser un actor estatunidenc, conegut principalment pel seu paper com a Papa Smurf a Els barrufets i com a Hobo Caveman a Els Picapedra.

## Filmografia
- Movies Are Better Than Ever (????)
- Down to Earth (1960)
- The Wonderful World of Jonathan Winters (1960)
- Here's Jonathan (1961)
- Another Day, Another World (1962)
- Humor Seen through the Eyes of Jonathan Winters (1962)
- Jonathan Winters' Mad, Mad, Mad, Mad World (1963)
- Whistle Stopping with Jonathan Winters (1964)
- Jonathan Winters… Wings it! (1969)
- Stuff 'n Nonsense (1969)
- Alice in Wonderland (1985)
- Answers Your Telephone (1988)
- Finally Captured (1988)
- Into the '90s (1990)
- Jonathan Winters is Terminator 3 (1992)
- Crank(y) Calls (1995)
- Outpatients (2000)
- Paul Bunyan (2001)
- Old Folks (2006)
- The Underground Tapes (2007)
- Final Approach (2011)
- The Smurfs (2011)
- The Smurfs 2 (2013)